# Clostera bella
Clostera bella är en fjärilsart som beskrevs av Barend J. Lempke 1959. Clostera bella ingår i släktet Clostera och familjen tandspinnare. Inga underarter finns listade i Catalogue of Life.